# Fredrik Rydman
Fredrik Bengt Adam "Benke" Rydman, född 29 augusti 1974 i Västerås, är en svensk koreograf och dansare. Han har sedan 1990-talet haft en verksam karriär som dansare, koreograf samt regissör för flera olika projekt. Han är även känd som en av deltagarna i streetdancegruppen Bounce Streetdance Company.

## Biografi
Fredrik Rydman är född och uppvuxen i Västerås och flyttade till Stockholm 1993, bland annat för att utbilda sig till professionell dansare på Balettakademiens dansarutbildning. 1997, efter sin examen på Balettakademien, startade Fredrik Rydman tillsammans med några bekanta danskompaniet Bounce Streetdance Company som under 1997–2010 skapade ett flertal uppsättningar på teatrar runt om i hela Sverige samt övriga Europa och Sydafrika. År 2011 hade föreställningen Svansjön – Reloaded premiär på Dansens hus i Stockholm och turnerade sedan i städer som Paris, London, Berlin, Frankfurt, Essen, Moskva, Zürich samt Wien. Under hösten 2013 arbetade Fredrik Rydman som regissör för en uppsättning av Shakespeares Macbeth i 1970-talsanda som spelades på Stadsteaterns stora scen i Stockholm under vintern 2013–2014. Under 2016 satte Rydman upp Pjotr Tjajkovskij verk Nötknäpparen i ett omtag inte olikt Rydmans tidigare tolkning av Svansjön. Den spelades på Dansens hus i Stockholm men också på Lorensbergsteatern i Göteborg och i Tyskland.
År 2018 satte han upp Igor Stravinskijs Våroffer på Stockholms Stadsteater. Den inleds med att han dansar med en ABB industrirobot och nyskriven musik. Roboten var en IRB 6620, som väger 900 kg, och programmerades på ABB tillsammans med Robotdalen och Fredrik Rydman. Stycket vann tävlingen Benois de la Dansa i Moskva för bästa koreograf 2019.
Rydman har även skapat scenshower till fler bidrag i Eurovision Song Contest. 2015 stod han för numret i Måns Zelmerlöws vinnarbidrag ”Heroes” och 2024 stod han återigen för scenshowen till det vinnande bidraget, "The Code" som framfördes av schweizaren Nemo. Rydman har även varit creative director, ansvarig för alla scenframträdanden, i Tävlingen för ny musik, Finalands motsvarighet till Melodifestivalen, sedan år 2022 och har därmed bland annat och skapat det iögonfallande finska numret ”Cha cha cha” med Käärijä som slutade på andra plats i Eurovision Song Contest 2023.

## Utmärkelser
- Svenska Dagbladets Operapris, 2006
- Gunilla Roempkes dansstiftelses stipendium, 2012
- Svenska Teaterkritikers Förenings Danspris, 2018
- Prix Benois de la Danse, 2019 Prix Benois de la Danse, 2019
- Stockholm stads hederspris, 2019
- Carina Ari-medaljen, 2021
- H.M. Konungens medalj i guld av 8:e storleken (2019) för framstående insatser som koreograf och dansare.[9]

## Teater

### Roller (urval)
| År   | Roll     | Produktion                                                              | Regi                                           | Teater                   |
| ---- | -------- | ----------------------------------------------------------------------- | ---------------------------------------------- | ------------------------ |
| 1997 | Snowboy  | West Side Story Leonard Bernstein, Stephen Sondheim och Arthur Laurents | Richard Herrey                                 | Oscarsteatern            |
| 2020 | Mäklaren | Kollision                                                               | Fredrik Rydman, Sara Jangfeldt                 | Kulturhuset Stadsteatern |
| 2025 | Agenten  | Det stora lördagspaketet Per Naroskin                                   | Sara Jangfeldt Shebly Niavarani Fredrik Rydman | Kulturhuset Stadsteatern |

### Regi
| År   | Produktion                  | Upphovsmän                                              | Teater                   | Noter                                               |
| ---- | --------------------------- | ------------------------------------------------------- | ------------------------ | --------------------------------------------------- |
| 2013 | Macbeth                     | William Shakespeare                                     | Kulturhuset Stadsteatern |                                                     |
| 2016 | Bosse och Julia             | Peter Magnusson                                         | Lilla scen, Gröna Lund   |                                                     |
| 2017 | Because I'm worth it        | Martin Luuk, Fredrik Rydman                             | Kulturhuset Stadsteatern |                                                     |
| 2017 | NU-Danny Saucedo            |                                                         | Hamburger Börs           |                                                     |
| 2018 | Det sjunde inseglet         | Ingmar Bergman                                          | Uppsala Stadsteater      | tillsammans med Hugo Hansén                         |
| 2019 | Oliver!                     | Lionel Bart(en)                                         | Göteborgsoperan          |                                                     |
| 2020 | Kollision                   | Fredrik Rydman, Sara Jangfeldt                          | Kulturhuset Stadsteatern | tillsammans med Sara Jangfeldt                      |
| 2020 | 2 Meter (webserie)          | Fredrik Rydman, Åsa Lindholm                            | Kulturhuset Stadsteatern |                                                     |
| 2022 | Jesus Christ Superstar      | Andrew Lloyd Webber och Tim Rice                        | Arenaturné               |                                                     |
| 2022 | Ursäkta Live                | Johanna Nordström, Edvin törnblom                       | Arenaturné               |                                                     |
| 2022 | Flickan med Svavelstickorna | H.C Andersen                                            | Uppsala Stadsteater      |                                                     |
| 2023 | The One                     | Fredrik Rydman, Åsa Lindholm                            | Cirkus, Stockholm        |                                                     |
| 2023 | Matilda the Musical         | Tim Minchin och Dennis Kelly Översättning Adam Gardelin | Kulturhuset Stadsteatern |                                                     |
| 2025 | Det stora lördagspaketet    | Per Naroskin                                            | Kulturhuset Stadsteatern | tillsammans med Sara Jangfeldt och Shebly Niavarani |

### Koreografi (urval)
| År   | Produktion                                      | Upphovsmän                                                                        | Regi                                           | Teater                                |
| ---- | ----------------------------------------------- | --------------------------------------------------------------------------------- | ---------------------------------------------- | ------------------------------------- |
| 2009 | Halliburton Freedom                             |                                                                                   | eget dansverk                                  | Skånes Dansteater                     |
| 2010 | You gotta do what you gotta do                  |                                                                                   | eget dansverk                                  | Oslo Danse Ensemble(no)               |
| 2010 | West Side Story                                 | Leonard Bernstein, Stephen Sondheim och Arthur Laurents                           | Staffan Aspegren                               | Norrlandsoperan                       |
| 2011 | Romeo och Julia The Tragedy of Romeo and Juliet | William Shakespeare                                                               | Morgan Alling                                  | Göta Lejon                            |
| 2011 | Svansjön Лебеди́ное о́зеро, Lebedínoje ózero      | Pjotr Tjajkovskij                                                                 |                                                | Dansens hus, Europaturné              |
| 2014 | Stop Play Rewind                                |                                                                                   | eget dansverk                                  | Dansens hus                           |
| 2015 | Salto                                           |                                                                                   | eget dansverk                                  | Oslo Danse Ensemble(no)               |
| 2015 | Eldfågeln L'Oiseau de feu                       | Igor Stravinskij                                                                  |                                                | Göteborgsoperan                       |
| 2015 | Lola Blau Heute Abend: Lola Blau                | Georg Kreisler(en)                                                                | Rikard Bergqvist                               | Kulturhuset Stadsteatern              |
| 2016 | Nötknäpparen Щелкунчик, Sjtjelkuntjik           | Pjotr Tjajkovskij och E.T.A. Hoffmann                                             |                                                | Dansens hus, Europaturné              |
| 2018 | Fack Ju Göthe                                   | Simon Triebel, Nicolas Rebscher, Kevin Schroeder                                  | Christoph Drewitz                              | Münchner Werk 7                       |
| 2018 | Våroffer Le Sacre du printemps                  | Igor Stravinskij, inleddes med dans mot en ABB industrirobot och nyskriven musik. |                                                | Kulturhuset Stadsteatern              |
| 2019 | Snövit                                          |                                                                                   |                                                | Dansens hus                           |
| 2022 | Jesus Christ Superstar                          | Andrew Lloyd Webber och Tim Rice                                                  | Fredrik Rydman                                 | Turné                                 |
| 2023 | Master of Dance                                 | Fredrik Rydman, Martin Luuk                                                       | Jörgen Thorsson                                | Dansens Hus, Kulturhuset Stadsteatern |
| 2023 | Matilda the Musical                             | Tim Minchin och Dennis Kelly Översättning Adam Gardelin                           | Fredrik Rydman                                 | Kulturhuset Stadsteatern              |
| 2024 | En midsommarnattsdröm A Midsummer Night's Dream | William Shakespeare Översättning Göran O. Eriksson                                | Melody Parker                                  | Kulturhuset Stadsteatern              |
| 2025 | Det stora lördagspaketet                        | Per Naroskin                                                                      | Sara Jangfeldt Shebly Niavarani Fredrik Rydman | Kulturhuset Stadsteatern              |